# Michèle Pierre-Louis
Michèle Pierre Louis (5 de octubre de 1947), es una política haitíana que se desempeñó como Primera ministra de Haití entre el 5 de septiembre de 2008 y el 30 de octubre de 2009, fecha en que fue destituida de su cargo por una mayoría del Senado que le criticó a su gobierno "una situación grave de inseguridad y una realidad dramática de hambruna". Fue la segunda mujer en ocupar ese cargo, la primera fue Claudette Werleigh. Fue reemplazada por Jean-Max Bellerive.
Pierre-Louis ha sido el Directora Ejecutiva de la Fundación Conocimiento y Libertad (FOKAL), una organización no gubernamental financiada por George Soros, desde 1995.